# مسجد (مياندوآب)
مسجد هي قرية في مقاطعة مياندوآب، إيران. يقدر عدد سكانها بـ 128 نسمة بحسب إحصاء 2016.